# جو دين
جو دين (26 أبريل 1930 في الولايات المتحدة - 17 نوفمبر 2013 بباتون روج في الولايات المتحدة) (بالإنجليزية: Joe Dean)‏ هو لاعب كرة سلة أمريكي في مركز مدافع مسدد الهدف. لعب مع LSU Tigers men's basketball ‏.

## وصلات خارجية
- جو دين على موقع سبورتس رفرنس (الإنجليزية)
- جو دين على موقع كلية كرة السلة في سبورتس رفرنس.كوم (الإنجليزية)
- جو دين على موقع ريلجم (الإنجليزية)
- جو دين على موقع قاعة المشاهير الجامعة الوطنية لكرة السلة (الإنجليزية)
- جو دين على موقع قاعة لويزيانا للمشاهير الرياضية (الإنجليزية)